# Nickarvet
Nickarvet är en bebyggelse bestående av byarna Stora och Lilla Nickarvet belägna norr om sjön Åsgarn i Folkärna socken i Avesta kommun. Nickarvet avgränsades och definierades tidigare av SCB som en småort i Avesta kommun, men miste den statusen 2000 när folkmängden hade sjunkit under 50 personer. Södra delen av den tidigare småorten ingår sedan 2015 i småorten Kolarbo som även omfattar bebyggelse söder om den tidigare småorten. 